# St. Mary's Bay (Newfoundland en Labrador)
De St. Mary's Bay is een baai van zo'n 950 km² in de Canadese provincie Newfoundland en Labrador. De baai bevindt zich in het uiterste zuidoosten van het eiland Newfoundland, alwaar ze insnijdt in het schiereiland Avalon.

## Geografie
De St. Mary's Bay ligt aan de zuidkust van het schiereiland Avalon, hetwelk het meest zuidelijke en tegelijk meest oostelijke deel van Newfoundland is. De westoever vormt een deel van de kustregio Cape Shore. De baai gaat 65 km landinwaarts en heeft op z'n breedste punt een doorsnede van 32 km. Ze telt een aantal lange, smalle zijarmen zoals de Salmonier Arm, de Colinet Arm en de North Harbour.
De St. Mary's Bay is arm aan eilanden, al liggen in het noorden wel de twee Colineteilanden. De plaatsen St. Shott's en Point Lance liggen respectievelijk aan de oostelijke en de westelijke kaap die de overgang van de St. Mary's Bay in de Atlantische Oceaan aangeven.
Provinciale routes die tot aan de baai en haar zijarmen reiken zijn Route 90, Route 91, Route 92, Route 93 en Route 94.

### Plaatsen
Van west naar oost liggen de volgende plaatsen aan de oevers van de St. Mary's Bay, inclusief haar zijarmen: Branch, North Harbour, North Harbour South, Colinet, Harricott, Mitchells Brook, Mount Carmel, St. Joseph's, O'Donnells, Admirals Beach, Mall Bay, Riverhead, St. Mary's, Gaskiers, Point La Haye, St. Vincent's, St. Stephen's en Peter's River.
Volgens de volkstelling van 2021 was Mount Carmel-Mitchells Brook-St. Catherine's met 382 inwoners de grootste gemeente aan de oevers van de baai.

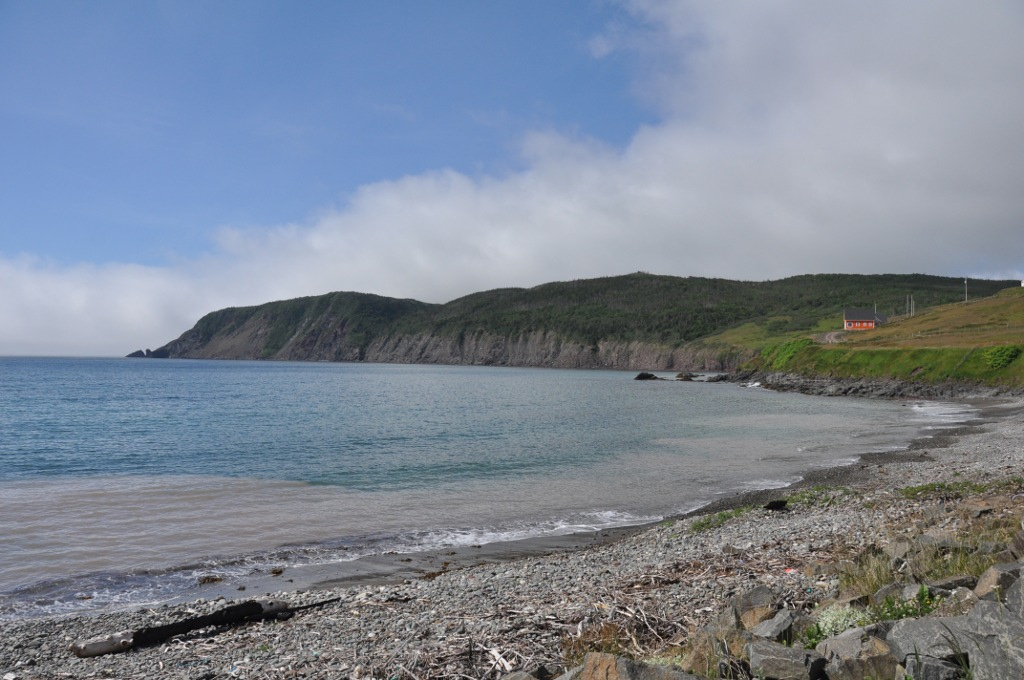
Zicht op de Branch Cove, een zuidwestelijke inham van de baai, met in de achtergrond de kliffen van Branch Head